# Polvere di stelle (Luciano Ligabue)
Polvere di stelle è un singolo del cantautore italiano Luciano Ligabue, pubblicato il 24 maggio 2019 come quinto estratto dal dodicesimo album in studio START.
Il brano è stato distribuito in download digitale, in contemporanea con l'uscita dell'album.
Ligabue ha utilizzato questo brano per aprire i suoi concerti durante lo Start Tour negli stadi, tra giugno e luglio 2019.
In Italia è stato il 56º singolo più trasmesso dalle radio nel 2019.

## Formazione
Musicisti
- Luciano Ligabue – voce
- Federico Nardelli – basso, chitarra acustica, chitarra elettrica, chitarra a 12 corde, pianoforte, sintetizzatore, organo, moog, cori
- Giordano Colombo – batteria
- Niccolò Bossini – chitarra
- Federico Poggipollini – cori

Produzione
- Federico Nardelli – produttore
- Claudio Maioli – produzione esecutiva
- Giordano Colombo – registrazione
- Pino Pischetola – missaggio
- Antonio Baglio – mastering
- Antonio Chindamo – assistente di studio
- Jacopo Federici – assistente di studio